# Campeonato regional de fútbol de São Vicente 2013-14
El campeonato regional de São Vicente 2013-14 es el campeonato que se juega en la isla de São Vicente. Empezó el 7 de noviembre de 2013 y terminará el 30 de marzo de 2014. El torneo lo organiza la federación de fútbol de São Vicente. CS Mindelense es el equipo defensor del título. El Ribeira Bote subió de la segunda división.
El FC Derby quedó campeón en la última jornada al ganar al CS Mindelense que fue líder toda la temporada. El Castilho desciende al quedar en última posición, y el Ponta d’Pom también desciende al perder en la promoción contra el Salamansa. En segunda división quedó campeón el Académica do Mindelo

## Equipos participantes
- Amarante
- Batuque FC
- Castilho
- FC Derby
- Falcões do Norte
- CS Mindelense
- Ponta d’Pom
- Ribeira Bote

## Tabla de posiciones
Actualizado a 30 de marzo de 2014
|   | Equipo           | PJ | PG | PE | PP | GF | GC | DG  | PTS |
| - | ---------------- | -- | -- | -- | -- | -- | -- | --- | --- |
| 1 | FC Derby         | 14 | 9  | 5  | 0  | 27 | 9  | +18 | 32  |
| 2 | CS Mindelense    | 14 | 10 | 1  | 3  | 37 | 14 | +23 | 31  |
| 3 | Batuque FC       | 14 | 9  | 2  | 3  | 22 | 6  | +16 | 29  |
| 4 | Amarante         | 14 | 6  | 0  | 8  | 25 | 18 | +7  | 18  |
| 5 | Ribeira Bote     | 14 | 5  | 2  | 7  | 12 | 23 | -10 | 17  |
| 6 | Falcões do Norte | 14 | 5  | 1  | 8  | 18 | 22 | -4  | 16  |
| 7 | Ponta d’Pom      | 14 | 2  | 3  | 9  | 10 | 38 | -28 | 9   |
| 8 | Castilho         | 14 | 2  | 2  | 10 | 10 | 32 | -22 | 8   |

## Resultados
| Ponta d’Pom | 1 - 0 | Ribeira Bote | 7 de diciembre |
| Derby       | 2 - 0 | Amarante     | 7 de diciembre |
| Falcões     | 0 - 1 | Castilho     | 8 de diciembre |
| Mindelense  | 2 - 1 | Batuque      | 8 de diciembre |

| Castilho     | 0 - 6 | Mindelense  | 14 de diciembre |
| Batuque      | 2 - 0 | Falcões     | 14 de diciembre |
| Ribeira Bote | 2 - 4 | Derby       | 15 de diciembre |
| Amarante     | 5 - 0 | Ponta d’Pom | 15 de diciembre |

| Derby       | 1 - 0 | Castilho     | 21 de diciembre |
| Ponta d’Pom | 0 - 2 | Batuque      | 21 de diciembre |
| Mindelense  | 3 - 2 | Ribeira Bote | 22 de diciembre |
| Falcões     | 1 - 0 | Amarante     | 22 de diciembre |

| Mindelense  | 2 - 1 | Falcões      | 28 de diciembre |
| Amarante    | 4 - 1 | Ribeira Bote | 28 de diciembre |
| Batuque     | 1 - 1 | Derby        | 29 de diciembre |
| Ponta d’Pom | 3 - 0 | Castilho     | 29 de diciembre |

| Ponta d’Pom | 1 - 1 | Derby        | 11 de enero |
| Batuque     | 3 - 0 | Castilho     | 11 de enero |
| Mindelense  | 1 - 2 | Amarante     | 12 de enero |
| Falcões     | 3 - 0 | Ribeira Bote | 12 de enero |

| Ponta d’Pom  | 0 - 5 | Mindelense | 25 de enero |
| Derby        | 5 - 2 | Falcões    | 25 de enero |
| Amarante     | 2 - 0 | Castilho   | 26 de enero |
| Ribeira Bote | 1 - 0 | Batuque    | 26 de enero |

| Batuque    | 1 - 0 | Amarante     | 1 de febrero |
| Castilho   | 0 - 1 | Ribeira Bote | 1 de febrero |
| Falcões    | 4 - 0 | Ponta d’Pom  | 2 de febrero |
| Mindelense | 1 - 1 | Derby        | 2 de febrero |

| Batuque      | 1 - 2 | Mindelense  | 15 de febrero |
| Castilho     | 1 - 1 | Falcões     | 15 de febrero |
| Amarante     | 0 - 1 | Derby       | 16 de febrero |
| Ribeira Bote | 0 - 0 | Ponta d’Pom | 16 de febrero |

| Ponta d’Pom | 1 - 5 | Amarante     | 22 de febrero |
| Derby       | 1 - 1 | Ribeira Bote | 22 de febrero |
| Falcões     | 0 - 2 | Batuque      | 23 de febrero |
| Mindelense  | 5 - 1 | Castilho     | 23 de febrero |

| Amarante     | 3 - 1 | Falcões     | 1 de marzo |
| Ribeira Bote | 1 - 0 | Mindelense  | 1 de marzo |
| Batuque      | 2 - 0 | Ponta d’Pom | 2 de marzo |
| Castilho     | 0 - 1 | Derby       | 2 de marzo |

| Castilho     | 2 - 2 | Ponta d’Pom | 8 de marzo |
| Derby        | 0 - 0 | Batuque     | 8 de marzo |
| Ribeira Bote | 1 - 0 | Amarante    | 9 de marzo |
| Falcões      | 1 - 3 | Mindelense  | 9 de marzo |

| Ribeira Bote | 1 - 2 | Falcões     | 15 de marzo |
| Amarante     | 1 - 3 | Mindelense  | 15 de marzo |
| Castilho     | 0 - 2 | Batuque     | 16 de marzo |
| Derby        | 6 - 1 | Ponta d’Pom | 16 de marzo |

| Batuque    | 4 - 0 | Ribeira Bote | 22 de marzo |
| Castilho   | 4 - 3 | Amarante     | 22 de marzo |
| Falcões    | 0 - 2 | Derby        | 23 de marzo |
| Mindelense | 4 - 1 | Ponta d’Pom  | 23 de marzo |

| Derby        | 1 - 0 | Mindelense | 29 de marzo |
| Ponta d’Pom  | 0 - 2 | Falcões    | 29 de marzo |
| Ribeira Bote | 2 - 1 | Castilho   | 30 de marzo |
| Amarante     | 0 - 1 | Batuque    | 30 de marzo |

| Salamansa   | 1 - 1 | Ponta d’Pom | 13 de abril |
| Ponta d’Pom | 1 - 3 | Salamansa   | 20 de abril |

### Evolución de las posiciones
| Equipo / Jornada | 01 | 02 | 03 | 04 | 05 | 06 | 07 | 08 | 09 | 10 | 11 | 12 | 13 | 14 |
| ---------------- | -- | -- | -- | -- | -- | -- | -- | -- | -- | -- | -- | -- | -- | -- |
| Amarante         | 8  | 3  | 4  | 4  | 4  | 3  | 4  | 4  | 4  | 4  | 4  | 4  | 4  | 4  |
| Batuque FC       | 5  | 4  | 3  | 3  | 3  | 4  | 3  | 3  | 3  | 3  | 3  | 3  | 3  | 3  |
| Castilho         | 3  | 6  | 7  | 7  | 7  | 8  | 8  | 8  | 8  | 8  | 8  | 8  | 8  | 8  |
| FC Derby         | 1  | 2  | 2  | 2  | 2  | 2  | 2  | 2  | 2  | 2  | 2  | 2  | 2  | 1  |
| Falcões          | 7  | 8  | 5  | 6  | 6  | 6  | 5  | 5  | 5  | 5  | 6  | 6  | 6  | 6  |
| CS Mindelense    | 2  | 1  | 1  | 1  | 1  | 1  | 1  | 1  | 1  | 1  | 1  | 1  | 1  | 2  |
| Ponta d’Pom      | 4  | 5  | 6  | 5  | 5  | 5  | 6  | 6  | 7  | 7  | 7  | 7  | 7  | 7  |
| Ribeira Bote     | 6  | 7  | 8  | 8  | 8  | 7  | 7  | 7  | 6  | 6  | 5  | 5  | 5  | 5  |

| Campeón FC Derby 9.o título |